# Ecuador Open
El Torneig de Quito, també conegut com a Ecuador Open, fou un torneig professional de tennis que es disputà sobre terra batuda pertanyent a la categoria ATP World Tour 250 dins el circuit professional masculí de l'ATP masculí. El torneig se celebrà en el Club Jacarandá de Cumbayá, prop de Quito, Equador.

## Història
L'organització del torneig va adquirir els drets del torneig de Viña del Mar (Xile) mantenint les mateixes dates, tipus de superfície, i seguint disputant-se a l'Amèrica del Sud.
La crisi econòmica que va patir el país va afectar el finançament del torneig i es va cancel·lar l'edició de 2019. Els drets del torneigs foren adquirits per organitzar un torneig a la ciutat argentina de Córdoba.

## Palmarès

### Individual masculí
| Any  | Campió                     | Finalista            | Resultat            |
| ---- | -------------------------- | -------------------- | ------------------- |
| 2018 | Roberto Carballés Baena    | Albert Ramos Viñolas | 6−3, 4−6, 6−4       |
| 2017 | Víctor Estrella Burgos (3) | Paolo Lorenzi        | 6−7(2), 7−5, 7−6(6) |
| 2016 | Víctor Estrella Burgos     | Thomaz Bellucci      | 4−6, 7−6(5), 6−2    |
| 2015 | Víctor Estrella Burgos     | Feliciano López      | 6−2, 6−7(5), 7−6(5) |

### Dobles masculins
| Any  | Campions                              | Finalistes                        | Resultat           |
| ---- | ------------------------------------- | --------------------------------- | ------------------ |
| 2018 | Nicolás Jarry Hans Podlipnik-Castillo | Austin Krajicek Jackson Withrow   | 7−6(6), 6−3        |
| 2017 | James Cerretani Philipp Oswald        | Julio Peralta Horacio Zeballos    | 6−3, 2−1, retirada |
| 2016 | Pablo Carreño Busta Guillermo Durán   | Thomaz Bellucci Marcelo Demoliner | 7−5, 6−4           |
| 2015 | Gero Kretschmer Alexander Satschko    | Víctor Estrella Burgos Joao Souza | 7−5, 7−6(3)        |